# Heinz-Eberhardt Andres

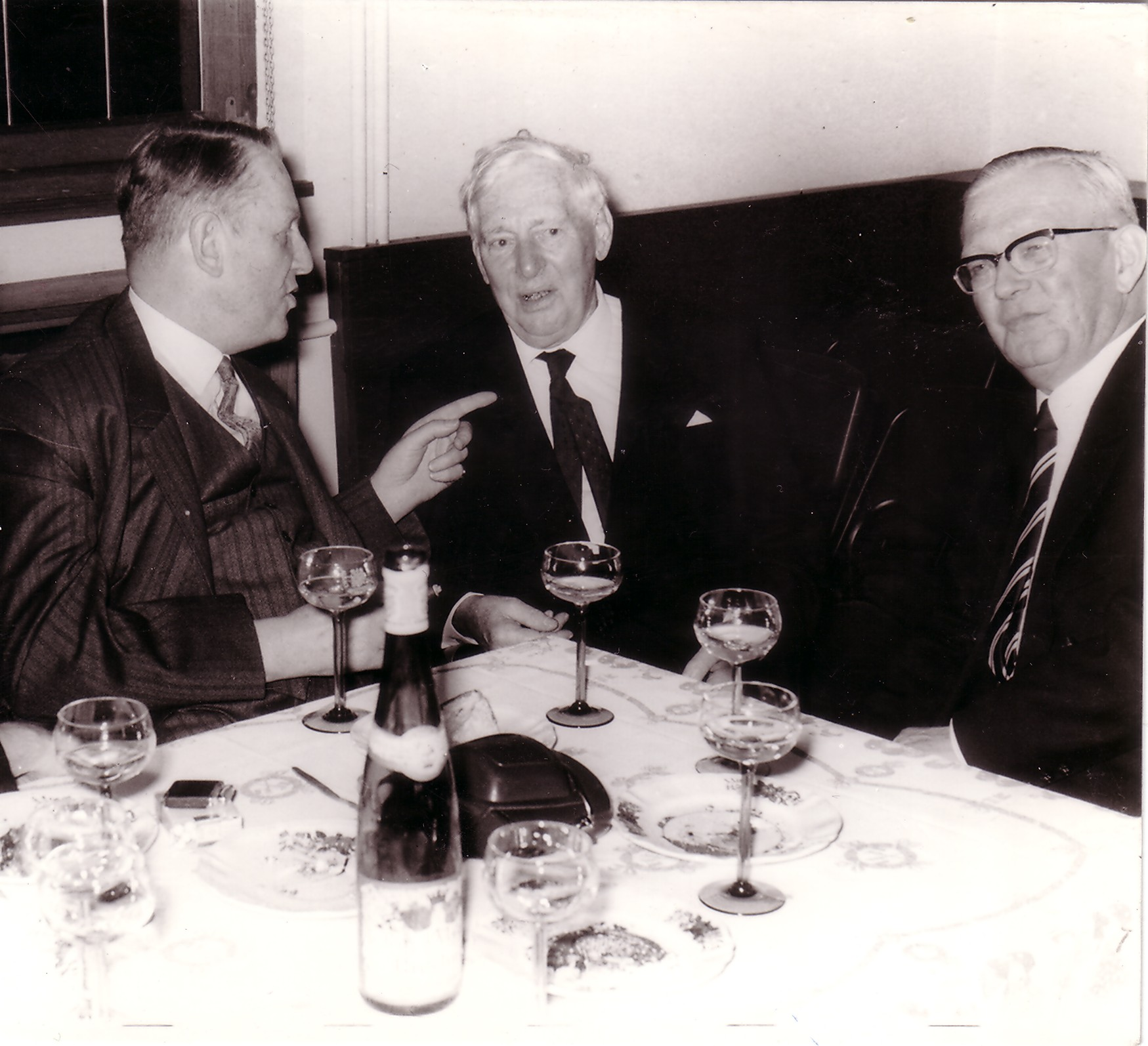
Andres (links) im Gespräch mit dem elsässischen Schriftsteller Paul Bertololy, 1969

Heinz-Eberhardt Andres (* 5. Dezember 1908 in Kreuznach; † 16. August 1977 in Baden-Baden) war ein deutscher Verwaltungsjurist und Landrat des Kreises Alzey.

## Leben
Andres war ein Sohn des nationalliberalen Politikers Karl Andres, der das Weingut Gutleuthof bei Bad Kreuznach besaß. Er besuchte 1914 bis 1918 die Volksschule und danach das Gymnasium in Bad Kreuznach sowie, während der Vertreibung der Familie aus dem Rheinland, das Gymnasium in Naumburg. Nach dem Abitur Ostern 1927 studierte er Rechts- und Staatswissenschaften an den Universitäten Heidelberg, Göttingen und Bonn. Der Familientradition folgend wurde er Mitglied des Corps Rhenania Heidelberg. 1932 bestand er das Referendarexamen und wurde Gerichtsreferendar in Kirn, Koblenz, Bad Kreuznach und Köln. 1936 legte er das Assessorexamen ab. 1937 bis 1941 war er Geschäftsführer des väterlichen Weinguts. 1941 bis 1945 leistete er Kriegsdienst, 1945 bis 1947 war er in Kriegsgefangenschaft in England. Danach kehrte er auf das väterliche Weingut zurück.
1939 trat er der NSDAP bei. Andres gehörte 1951/52 für die FDP dem Landtag von Rheinland-Pfalz an. Im Landtag war er Mitglied des Rechtsausschusses und 12. Oktober 1950 des Rechts-, Geschäftsordnungs- und Petitionsausschusses. 1952 wurde er Mitglied des Stadtrats Bad Kreuznach. Er wurde Dezernent bei der Stadtverwaltung in Bad Kreuznach und war ab 1952 letzter Landrat des Kreises Alzey. Mit der Vereinigung des Kreises mit dem Kreis Worms zum Landkreis Alzey-Worms (1969) schied er aus dem Amt.